# Cipó
Cipó es un municipio brasilero del estado de Bahía. Su población en 2007 era de 15.063 habitantes.

## Historia
En 1730 El Padre Antônio Freire, concesionario de una parcela en el sertón de Itapicuru de Encima, dirigió una representación al Virrey del Brasil, al respecto de la utilización de las aguas termales de la región y en 1829, el gobierno de la Provincia mandó construir, por el capitán mayor Juán Dantas, un establecimiento de baños en las fuentes de la Misión de la Salud, a un kilómetro de la villa de Itapicuru, siendo concluidas sus obras en 1833.
El 8 de julio de 1931, fue elevado a la categoría de municipio por fuerza de decreto estatal de nº 7.479.
El 27 de mayo y 19 de septiembre de 1933 y 18 de julio de 1935, por los Decretos Estatales nº 8.447, 8.643 y 9.600, respectivamente, los municipios de Tucano, Ribeira do Pombal y Nueva Soure obtuvieron su autonomía. El municipio de Nueva Soure, sin embargo, perdió toda el área necesaria a la formación del distrito sede de Cipó, que junto con territorio total de Ribeira del Amparo, que no logrou emancipación, formó el actual municipio de Cipó, siendo este, según la división administrativa del País vigente, compuesto de tres distritos: Cipó, Ribeira del Amparo y Heliópolis.